# Bidé

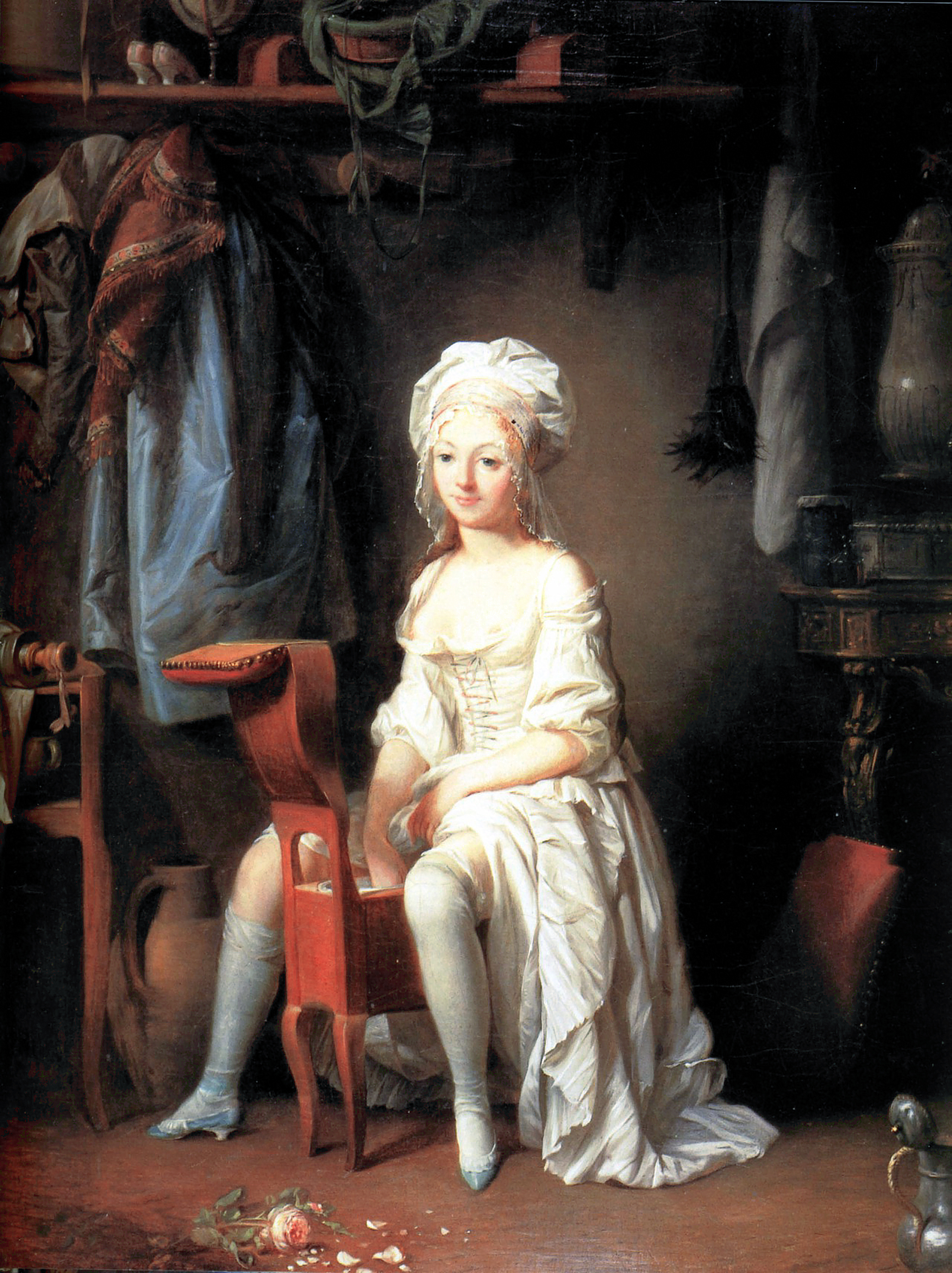
Bidé från 1700-talet.

En bidé, franska bidet, är en anordning för personlig hygien, för att använda vatten, för att rengöra anus och/eller underliv, och ibland annat. Bidén kan användas efter toalettbesök vilket minskar åtgången av toalettpapper.
Ordet kommer från ett äldre franskt ord för ponny, och de tidiga bideerna var små möblar gjorda i trä om gränslades på liknande sätt som vid ridning.
Bidén kom på 1700-talet och man trodde att den skulle förebygga allvarliga underlivssjukdomar och andra besvär, eftersom man tyckte att underlivet var särskilt utsatt för bakterier och smuts. Särskilt vanlig var bidén på finare bordeller där kvinnorna snabbt kunde rengöra underlivet före mottagandet av nästa kund.
Dessa äldre, traditionella, bidéer var en skål vatten (senare med en kran, för att fylla skålen), som personen hukar sig över.
Bidén hade i Sverige ett litet uppsving i badrummen under 1970-talet. Dessa bidéer är gjorda helt i porslin och har en blandare för tempererat vatten på porslinet eller på väggen. Den förlorade sedan åter popularitet, möjligen för att daglig helkroppsduschning ersatte mer punktvis tvättning. Bidéer syns mycket sällan i nyproducerade hus eller lägenheter, men duschtoaletter, en toalett med utskjutbart vattenmunstycke som spolar vatten har introducerats.

## I populärkulturen
I filmen Crocodile Dundee har en bidé en viss roll där huvudpersonen som normalt lever i vildmarken funderar på hur man använder en bidé som finns i ett hotellrum som han bor i.

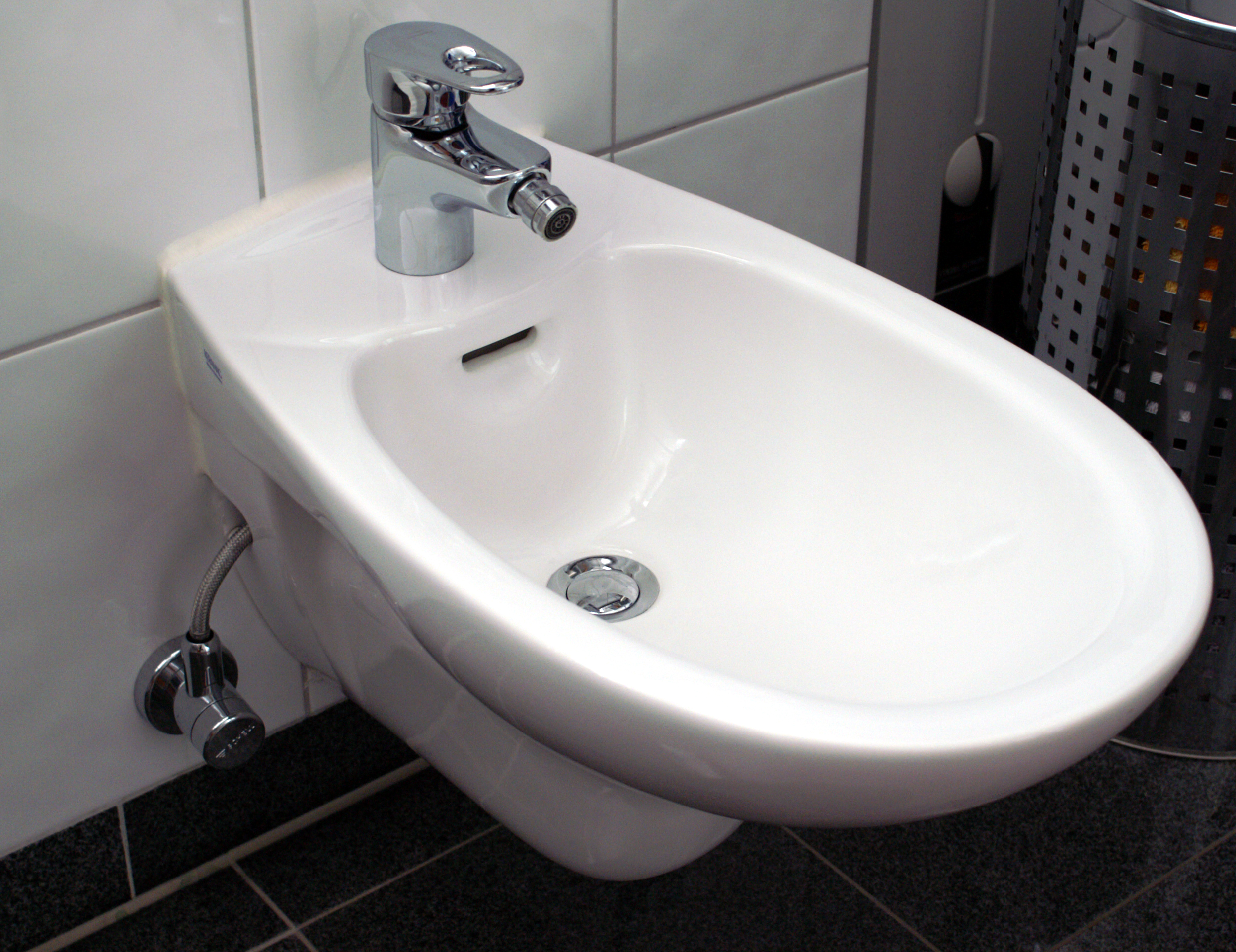
En modern bidé
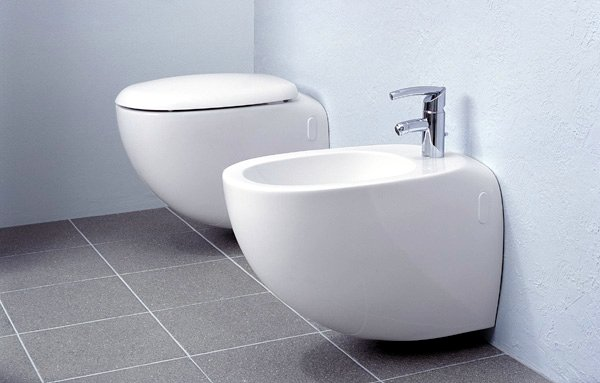
Bidé till höger, toalettstol i bakgrunden.
Bidé från 1700-talets andra hälft, gjord av fajans och björk, Skoklosters slott.
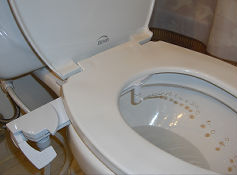